# Wentworth Beaumont
Wentworth Henry Canning Beaumont (6 août 1890 - 16 décembre 1956) est un pair britannique, Lord Lieutenant de Northumberland et capitaine de l'armée.

## Biographie
Il est le fils de Wentworth Beaumont (1er vicomte Allendale) et de son épouse Lady Alexandrina Louisa Maud Vane-Tempest. Il fait ses études au Collège d'Eton et est diplômé du Trinity College de Cambridge en 1912.
Allendale est officier dans la Force territoriale en 1912 et transféré aux 2nd Life Guards en 1913. Il combat pendant la Première Guerre mondiale, servant avec le régiment de mitrailleuses de la Garde et arrivant au grade de capitaine en 1915. De 1918 à 1919, il est major par intérim tout en commandant une compagnie.
Allendale succède à son père dans la vicomté en 1923 est un Lord-in-waiting entre 1931 et 1932 dans le ministère de Ramsay MacDonald. De 1949 à 1956, il est Lord Lieutenant du Northumberland. En 1951, il reçoit un doctorat honorifique en droit civil de l'Université de Durham.

## Mariage et enfants
Le 20 juillet 1921, à St Martin-in-the-Fields, Lord Allendale épouse Violet Lucy Emily Seely, fille de Charles Seely, dont il a six enfants:
- Wentworth Beaumont (12 septembre 1922 - 27 décembre 2002)
- Ela Hilda Aline Beaumont (27 mai 1925 - 18 février 2002), épouse Charles Howard (12e comte de Carlisle).
- Richard Blackett Beaumont (13 août 1926 - 2010)
- Edward Nicholas Canning Beaumont (14 décembre 1929 - 22 juin 2011)
- Matthew Henry Beaumont (10 avril 1933 - 16 décembre 2017)
- George Andrew Beaumont (21 juin 1938 - 3 janvier 1960)